# 中坝藏族乡
中坝藏族乡是中华人民共和国青海省海东市乐都区下辖的一个民族乡。

## 行政区划
中坝藏族乡下辖以下村级行政区划单位：
麻呢台村、牙昂村、中坝庄村、红庄沟村、交头村、洒口村、大湾村、泉脑村、山丹坡村、四庄村、洪三村、柏杨沟村、何家山村和确石湾村。